# Broadway (lettertype)
Broadway is een decoratief display lettertype, ontworpen door Morris Fuller Benton in 1927 voor lettergieterij ATF. Het uiterlijk is duidelijk in art-deco-stijl en misschien wel het archetype lettervorm behorend bij die stroming. Het lettertype is sinds het uitkomen zeer populair, en werd toch in 1954 door ATF uit de handel gehaald. In het digitale tijdperk werd het herontdekt en weer uitgegeven. Het wordt meestal gebruikt in een groot korps op affiches en borden om het gevoel van de twintiger en dertiger jaren uit de vorige eeuw uitdrukking te geven.

## Eigenschappen
De originele Broadway uit 1927 heeft alleen hoofdletters (bovenkast). Twee jaar later kwam een variant uit met kleine letters (onderkast). Het contrast tussen de stammen aan de linkerkant is zeer hoog ten opzichte van die aan de rechterkant, hetgeen in
elke letter terugkomt en het lettertype zeer karakteristiek maakt. De lettervormen zijn geometrisch opgebouwd, en de letters C, G, O en Q hebben een cirkel als basisvorm. De ligger van de A ligt laag en die van de E en F hoog. De cijfers zijn tabelcijfers.
Bij de letterfamilie met onderkast letters, staan alle staartletters op de basislijn en vallen binnen de x-hoogte, waardoor een zeer karakteristieke g, j, p, q en y is ontstaan.

## Varianten
Er zijn verschillende varianten van Broadway gemaakt.
- Broadway (1927, door Morris Fuller Benton, ATF), alleen bovenkast
- Broadway Engraved (1928, door Sol Hess, Monotype)
- Broadway (with lowercase) (1929, door Sol Hess, Monotype)
- Broadway Condensed (1929, door Morris Fuller Benton, ATF)

Digitale versies worden vandaag de dag uitgegeven door Linotype, Elsner+Flake, Monotype, Bitstream en URW++.
Lettertype ITC Manhattan is ogenschijnlijk identiek en wordt verkocht door ITC en Linotype.